# Ala I Asturum

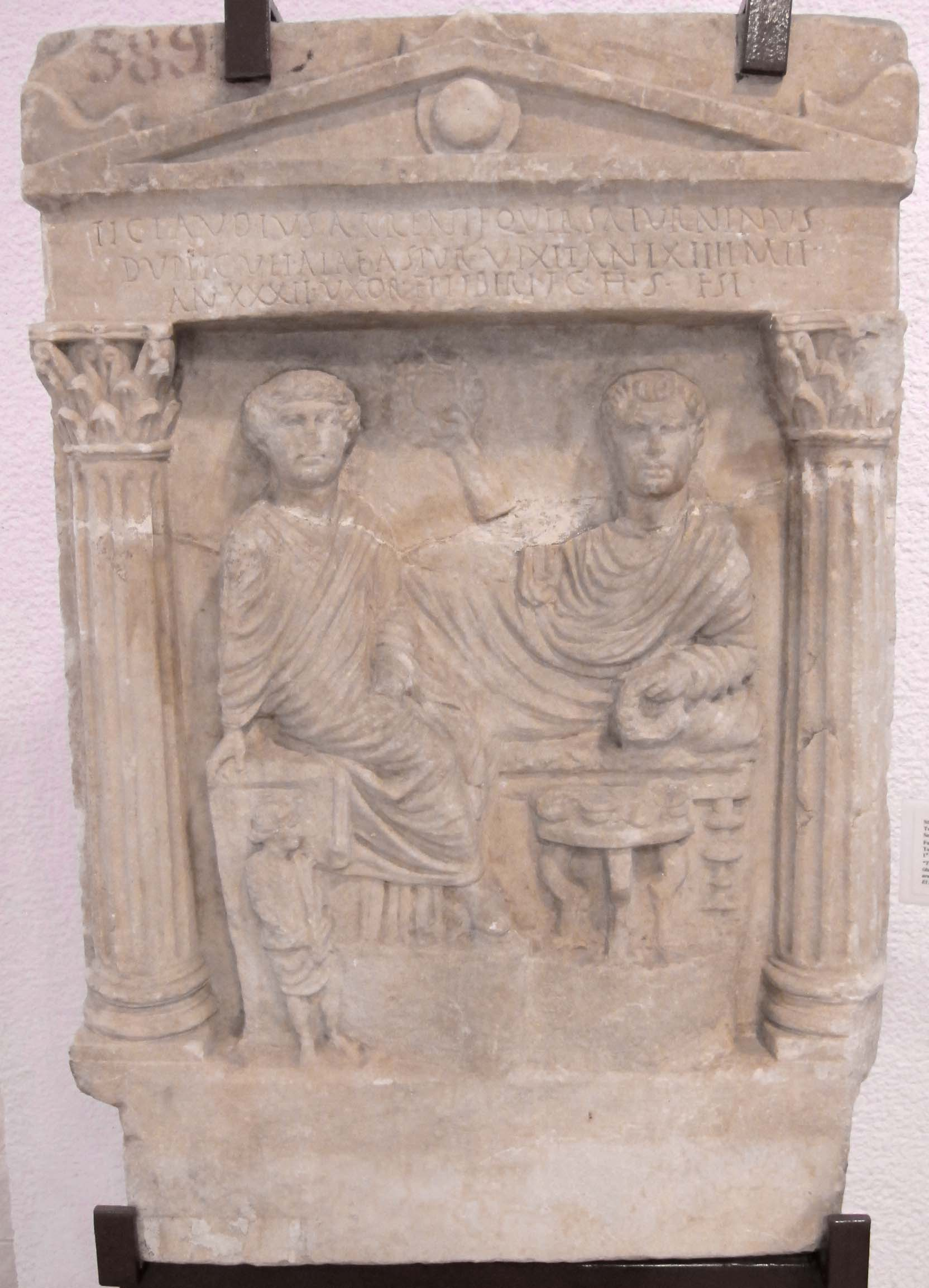
Estela de un veterano del Ala I Asturum procedente de Tomi (Rumanía).

El Ala I Asturum fue una unidad auxiliar del ejército imperial romano del tipo ala quinquagenaria.

## Historia
Fue reclutada en el siglo I entre el pueblo recién conquistado de los astures. Su presencia ha sido documentada en Germania en época Flavia, desde donde es trasladada a Moesia.
Participa en la conquista de Dacia por Trajano y a principios del siglo II se la encuentra acuartelada en Gemisara, en la actual Rumanía.